# Pieter De Somer

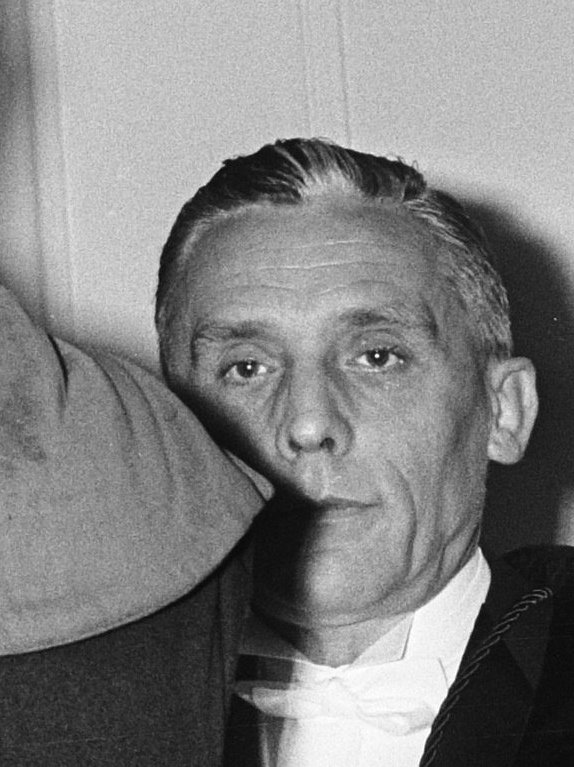
De Somer (1967)

Pieter De Somer (* 22. Dezember 1917 in Niel; † 17. Juni 1985 in Löwen) war ein flämischer Mediziner und Biologe. Von 1968 bis zu seinem Tode war er der erste Rektor der Katholieke Universiteit Leuven nach der Teilung.

## Leben
De Somer wurde am 22. Dezember 1917 im belgischen Niel geboren, wo sein Vater als Arzt tätig war. Er besuchte die Schule in Geraardsbergen in Ostflandern, wohin seine Familie nach dem frühen Tod seines Vaters gezogen war. Während er selbst die Ingenieurslaufbahn anstrebte, wünschte seine Mutter, dass er seinem Vater nachfolge und Arzt werde. De Somer studierte daher von 1935 bis 1942 Medizin an der Katholischen Universität Löwen. Zusätzlich erwarb er einen Abschluss in Biologie und ein Baccalauréat in Philosophie sowie 1943 ein Diplom in Hygiene. Während seines Studiums war De Somer aktiv in der Oost-Vlaamse Katholieke studentenactie und deren Vorsitzender für die Provinz Ostflandern von 1936 bis 1938. In Löwen war er zugleich Mitglied des Hoogstudentenverbond voor katholieke actie. Er war Mitherausgeber der von der Verbindung publizierten Zeitschrift Universitas und fungierte von 1938 bis 1939 als praeses der Verbindung. Zudem stand er der Jong volksche front nahe.
1942 begann De Somer seine Forschungstätigkeit bei Richard Bruynoghe am Institut für Bakteriologie an der Universität Löwen. Sein Tätigkeitsschwerpunkt verlagerte sich, nachdem er Berichte über den Einsatz von Penicillin durch die Alliierten gehört hatte. Er gründete 1945 das Labor Recherche et Industrie Thérapeutiques (R.I.T.) in Genval, das heute zu GlaxoSmithKline gehört, und befasste sich dort zusammen mit seinem Freund und späteren Nobelpreisträger Christian de Duve mit der Isolierung von Penicillin. Von 1946 bis 1947 eignete er sich in Kanada industrielle Gewinnungsmethoden an und war 1950 in der Lage das Labor durch eine moderne Fabrik für die Produktion von Antibiotika zu ersetzen.
1952 wurde De Somer Dozent an der Katholischen Universität Löwen, 1955 außerordentlicher und 1961 ordentlicher Professor an der Medizinischen Fakultät mit Schwerpunkt in Mikrobiologie und Immunologie. In dieser Funktion leitete er das Rega-Institut für medizinische Forschung, welches 1954 durch R.I.T. aufgebaut und der Universität gestiftet worden war, in dem unter anderem ein Impfstoff gegen Polio entwickelt wurde. Dies führte dazu, dass Belgien eines der ersten Länder der Welt war, in dem Polio ausgerottet wurde. Seit den 1970er Jahren kooperierte das Rega-Institut weltweit mit verschiedensten Betrieben und umfasst heute verschiedene Labore, die bedeutende Arbeit, unter anderem auf dem Gebiet der AIDS-Forschung leisten. De Somer profitierte von diesem Erfolg auch wirtschaftlich.
1962 ernannte der Rektor der Universität Löwen, Albert Descamps, De Somer zu seinem wissenschaftlichen Berater. Vier Jahre später wurde De Somer zum Prorektor der niederländischsprachigen Abteilung der Universität und 1968 zum ersten nicht geistlichen Rektor der Katholieke Universiteit Leuven ernannt, ein Amt, das er bis zu seinem Tod 1985 innehatte. In den Jahren 1971, 1976 und 1981 wurde er durch Wahlen auf seinem Posten bestätigt.
Pieter De Somer prägte die K.U.Leuven nachhaltig und in vielerlei Hinsicht. Während der großen Studentenrevolten 1968 konnte De Somer das Vertrauen der Studenten gewinnen. Gleichzeitig setzte er sich ein für die absolute akademische Freiheit der Forschung und damit in gewisser Weise für die Emanzipation vom dominierenden Katholizismus. Beim Besuch von Papst Johannes Paul II. in Löwen im Jahr 1985 bezog er deutlich Position zugunsten der akademischen Freiheit und sorgte damit für Aufsehen. De Somer unterstützte zudem früh die Zusammenarbeit zwischen Universität und Industrie. Außerdem setzte er sich ab der Spaltung der Katholischen Universität Löwen in einen flämischen und einen französischen Teil für einen internationalen und ehrgeizigen Charakter der K.U.Leuven ein. Seine Bemerkung, dass er die Universität nicht zu einer Universität des Hagelands würde verkommen lassen, ist berühmt geworden.
Im Jahr 1980 verlieh ihm die Universität Gent für sein Bemühen um die Freiheit der Wissenschaft den Ehrendoktortitel.
De Somer starb nach langer Krankheit am 17. Juni 1985 im Universitätskrankenhaus Löwen. Die Begräbnisfeier fand am 22. Juni 1985 unter großer öffentlicher Anteilnahme in der Sint Pieterskirche statt.
Er war seit 1946 mit Paula Legein, die einer wohlhabenden Familie aus Brügge entstammte, verheiratet, mit der er sechs Kinder hatte.
1989 wurde zu seinem Gedenken in Löwen die Aula Pieter De Somer eröffnet, das größte Auditorium der Universität. An ihrem Eingang steht ein Standbild des ehemaligen Rektors, geschaffen von Vic Gentils.